# 伏見インターチェンジ
伏見インターチェンジ（ふしみインターチェンジ）は、京都府京都市伏見区横大路下三栖辻堂町にある第二京阪道路（油小路線）のハーフインターチェンジ。
鴨川西IC方面への出入りのみ可能。大阪方面へ進む場合、この出入口を過ぎると京滋バイパスまたは久御山JCT以南まで出られない（巨椋池ICは大阪方面へのみ出入り可能なハーフインターチェンジ）。
2023年（令和5年）4月3日から入口料金所がETC専用になっている。

## 道路
- E89第二京阪道路（油小路線）

## 料金所

### 入口
- ブース数：2
  - ETC専用：1
  - ETC・サポート：1

## 接続する道路
- 油小路通
- 京都外環状線

## 周辺
- 伏見桃山城
- 御香宮神社
- らくなん進都

## 隣
E89第二京阪道路（油小路線）
(8-07)城南宮南IC - (8-08)伏見IC - 巨椋池TB - (1)巨椋池IC
※当ICから大阪方面へは行けない。